# Технологія CNG

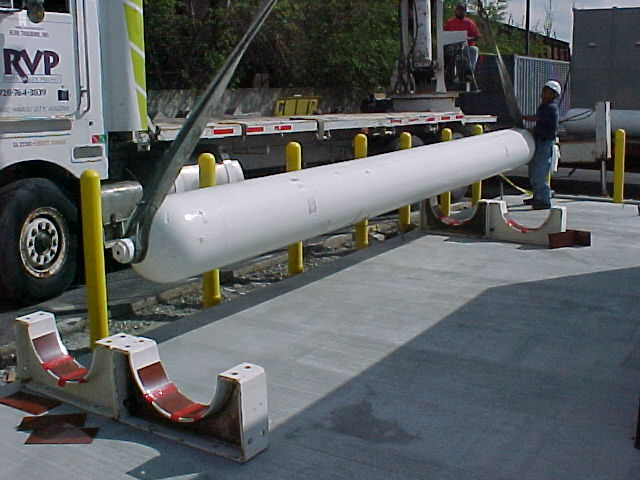
Транспортування стисненого газу

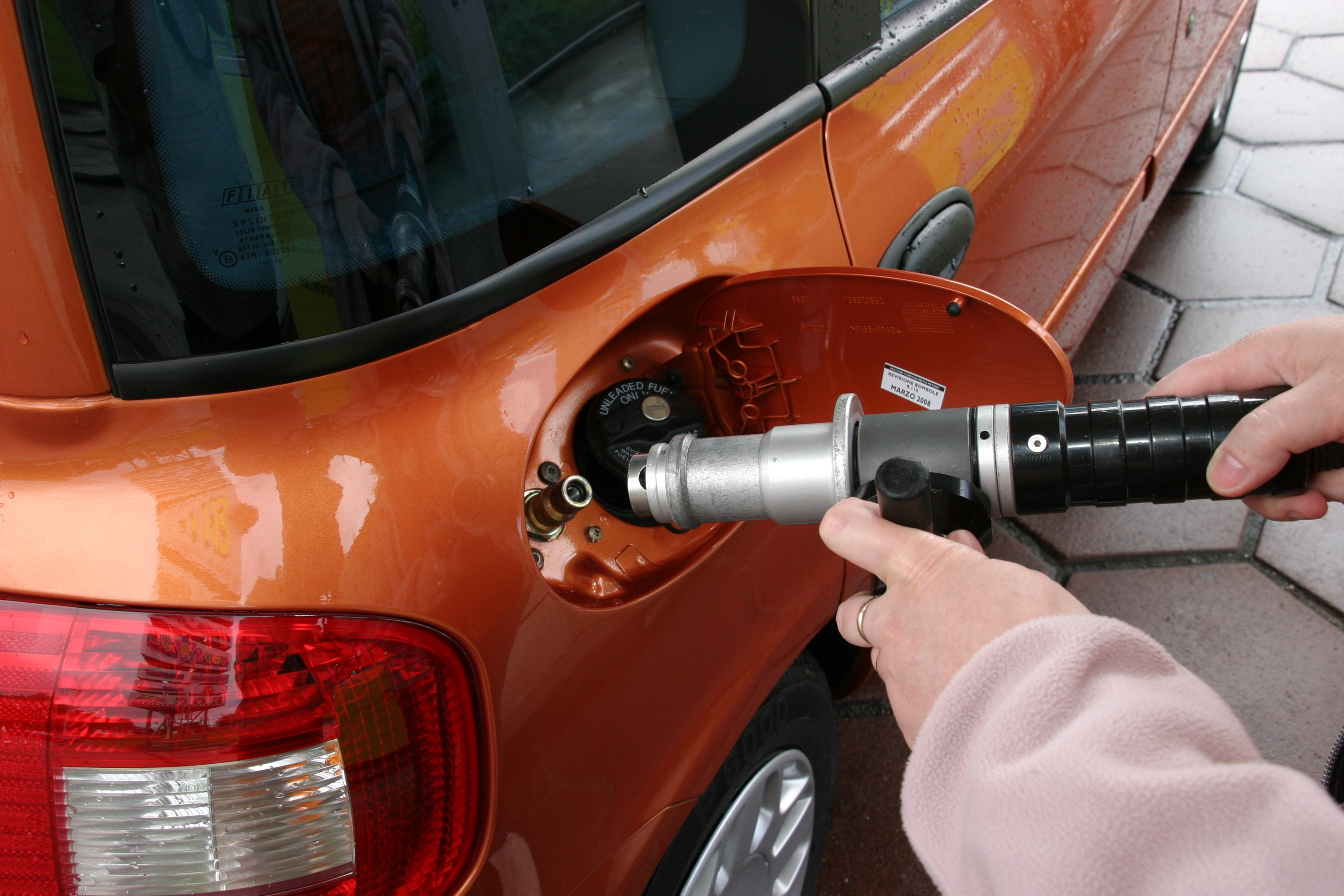
Заправка стисненим газом

Технологія CNG — це нова перспективна технологія транспортування природного газу в стисненому вигляді на странспортних засобах спеціальної конструкції (автомобілі, судна CNG). Її особливість полягає в тому, що природний газ можна завантажувати на такі судна безпосередньо з родовища, а розвантажувати — безпосередньо в споживчу мережу. Це виключає значні витрати на будівництво морських трубопроводів або заводів зі скраплення газу для доставки його на ринок судами LNG (Liquefied Natural Gas). Основним об'єктом капіталовкладень в новій технології є самі судна CNG.
Найбільш приваблива технологія CNG для введення в комерційний оборот морських (офшорних) родовищ природного газу.
За численними оцінками міжнародних експертів, транспортування природного газу на судах CNG буде в 1,5-2,0 рази вигідніше в порівнянні з транспортуванням морськими трубопроводами або в зрідженому вигляді на судах LNG при обсягах поставок від 0,5 до 4,0 млрд м3 / рік на маршрутах протяжністю від 250 до 2500 морських миль. Це дає можливість налагодити газопостачання в гірських і багатоводних районах континентів, а також інших віддалених малогазифікованих регіонах. Ця технологія заслуговує на особливу увагу в разі розробки малопотужних виснажених газових і нафтових родовищ і при видобутку газу з малодебітних свердловин.
Слід зазначити, що сама форма видобутку, підготовки та транспортування природного газу за допомогою контейнерів різної місткості несе в собі великий потенціал диверсифікації шляхів, засобів транспортування та використання газу, значно розширює можливості комерціалізації газотранспортних поставок в Європу, дозволяє застосовувати такі варіанти фінансування, які не підходять для гігантських газотранспортних контрактів. Все це дозволяє розширити географію газодобувної промисловості, збільшити глибину розробки як класичних газових родовищ, так і родовищ з важко видобувними запасами (наприклад, поклади сланцевого газу). Відкривається доступ дрібному бізнесу, середньому бізнесу (теплові мережі) і виробництвам державного підпорядкування.
Основним елементом судна CNG є вантажна система, що забезпечує завантаження/розвантаження природного газу, його попередню підготовку, компримування та зберігання в балонах під тиском.
Наразі ведеться широкий пошук оптимальної форми балонів-сховищ, схем розміщення балонів на судні та матеріалів для їх виготовлення. Більшість розробників планує використовувати циліндричні балони стандартних діаметрів для труб для підводних газопроводів. Балони розміщуються на суднах як вертикально, так і горизонтально. Проводяться експерименти зі стальними балонами, балонами із сталей з зовнішнім склопластиковим обмотуванням, углепластиковими балонами зі склопластиковим обмотуванням. Розглядаються також оригінальні концепції балонів з тонких сталевих трубок малого діаметра, намотаних на вертикальні котушки великого діаметра, що встановлюються на судно вертикально. Мета пошуків — отримати оптимальне співвідношення вмістимості вантажної системи, її маси та вартості.
Також технологія CNG дозволяє використовувати природний газ у стислому стані як альтернативне паливо для автомобілів та інших видів транспорту. Під час зберігання і транспортування стисненого газу використовуються спеціальні контейнери та системи безпеки, які забезпечують ефективність і безпеку процесу.
Основна перевага технології CNG полягає у тому, що вона є більш екологічно чистою порівняно з традиційними видами палива, такими як бензин або дизельне паливо. Викиди шкідливих речовин значно зменшуються при використанні CNG, що робить його привабливим вибором для зменшення забруднення довкілля та зниження викидів парникових газів.